# Den fabelagtige Amélie fra Montmartre
Den fabelagtige Amélie fra Montmartre (fransk: Le Fabuleux Destin d'Amélie Poulain) er en fransk romantisk komedie instrueret af Jean-Pierre Jeunet.
Amélie vandt prisen for bedste film ved European Film Awards; den vandt fire Césarpriser (blandt andet for bedste film og bedste instruktør), to BAFTA Awards og var nomineret til fem Oscars.
I Danmark solgte filmen 148.219 billetter.
Filmens musik er komponeret af Yann Tiersen, som også har komponeret musikken til Good bye, Lenin!. En passage bruges i begge film.

## Handling
Filmen udspiller sig på Montmartre i Paris, hvor vi følger Amélie, der er tjener på Café des Deux Moulins. Hun har haft en svær barndom, idet hun har været isoleret fra andre børn på grund af en fejldiagnosticeret hjertesygdom. Hendes mor dør ved en ulykke, da Amélie stadig er ganske ung. Faderen vier derefter sit liv til at opbygge et mausoleum til minde om sin kone. Amélie overlades til sig selv og udvikler en rig fantasi. Hendes tilværelse ændres brat, da Prinsesse Diana dør i en bilulykke. Det får Amélie til at finde sin mening med livet – at hjælpe andre til at opnå lykke.
- Cafeen, hvor Amelie arbejder.
- Monsieur Collignons grønthandel, som optræder i filmen.

## Rolleliste
- Audrey Tautou – Amélie Poulain
- Mathieu Kassovitz – Nino Quincampoix
- Rufus – Raphaël Poulain, Amélies far
- Yolande Moreau – Madeleine Wallace
- Arthus de Penguern – Hipolito
- Urbain Cancelier – Collignon
- Jamel Debbouze – Lucien
- Lorella Cravotta – Amandine Poulain
- Serge Merlin – Raymond Dufayel
- Clotilde Mollet – Gina
- Claire Maurier – Suzanne
- Isabelle Nanty – Georgette
- Dominique Pinon – Joseph
- Maurice Bénichou – Dominique Bretodeau
- Michel Robin – Mr. Collignon
- Andrée Damant – Mrs. Collignon
- Claude Perron – Eva, Nino's kollega
- Armelle – Philomène
- Ticky Holgado – Manden på fotoet
- Kevin Fernandes – Bretodeau, som barn
- Flora Guiet – Amélie, 6 år gammel
- Amaury Babault – Nino, som barn
- André Dussollier – Fortæller

## Musik
Et af filmens numre: Si tu n'étais pas là.